# Lift (framework)
Lift – framework do tworzenia aplikacji internetowych. Wykorzystuje język programowania Scala. Lift został napisany przez Davida Pollacka.
Autor frameworka przez pewien czas używał Ruby on Rails, stąd wiele rozwiązań Lift pochodzi koncepcyjnie z Rails.
Przewaga Lift nad takimi frameworkami jak Rails polega przede wszystkim na wykorzystaniu języka Scala, który działa na maszynie wirtualnej Java (JVM) i programy napisane w tym języku działają prawie tak samo szybko jak w Javie. Przy czym składnia języka Scala jest zbliżona do języków dynamicznych (choć sama Scala jest językiem statycznie typowanym i kompilowanym). Aplikacje Lift są archiwami WAR i można je uruchamiać na dowolnym kontenerze serwletów (od wersji 2.4) np. Tomcat
30 czerwca 2010 wydana została wersja 2.0. Wersja ta działa jeszcze na Scali 2.7.7, ale ma zostać przeportowana na 2.8 zaraz po pojawieniu się stabilnej wersji Scali.